# Право на саслушање
Право на саслушање (или учешће деце) начело је дечјих права како је дефинисано Конвенцијом Уједињених нација о правима детета. Према члану 12. конвенције, деца имају право да износе сопствене ставове у свим питањима која их се тичу и да се њиховим ставовима мора дати одређена тежина у складу с годинама и зрелошћу. Ово право једнако се односни на учешће деце у друштвеним и политичким темама, као и на судским и управним поступцима. Као општи принцип, право детета да буде саслушано одражава замисао дечијег „посредовања”. Тиме се деца не посматрају само као рањиве особе којима је потребна посебна заштита, већ као информисане доносиоце одлука, носиоце права и активне чланове друштва.
Право на саслушање из члана 12. уско се односи на друге чланове конвенције који заједно творе такозвана „партиципативна права” деце и истичу разумевање деце као грађана који су носиоци права. У ова права спадају:
- члан 13 — право детета да тражи, прима и даје информације
- члан 14 — право детета на слободу мишљења, савести и вероисповести
- члан 15 — право детета на слободу удруживања.[1]